# 基科·桑切斯
基科·桑切斯（西班牙語：Kiko Sánchez，1965年9月19日—），西班牙男子帆船运动员。他曾代表西班牙参加1988年、1992年和1996年夏季奥林匹克运动会帆船比赛，其中1992年奥运会获得一枚金牌。